# Censura pública
Censura pública é uma forma de punição, a qual estão sujeitas as pessoas cuja profissão é regulamentada ou supervisionada por algum órgão, devido a transgressão de princípios e/ou normas regulamentadas nessa profissão. Geralmente essa punição é levada ao conhecimento geral por meio de publicação na imprensa oficial, identificando o objetivo, o nome do censurado e o motivo da aplicação.